# Reise, Reise
Reise, Reise ist das vierte Studioalbum der deutschen Band Rammstein. Es wurde am 27. September 2004 in Deutschland und kurz danach in anderen Ländern Europas veröffentlicht.

## Titel
Ursprung des Titels ist der alte Spruch Reise, reise! als Signal zum Aufstehen für die Matrosen eines Segelschiffes, das auf das althochdeutsche Wort reisa mit der Bedeutung ‚Aufbruch‘ zurückgeht. Dieses selbst leitet sich von einem urgermanischen Verb mit der Bedeutung ‚aufstehen, sich erheben‘ her (vgl. englisch to rise). Auch eine Anspielung auf die mittelhochdeutsche Bedeutung des Wortes ist denkbar. Im Mittelhochdeutschen entsprach das Wort 'Reis' den Begriffen «kriegerischer Auszug, Kriegszug, Feldzug». Dies wird besonders im namensgebenden Lied deutlich, in dem die Seeleute aufs Meer ausziehen und mit ihren Lanzen die blutenden Wellen durchstechen.

## Illustration
Die limitierte Version dieses Albums zeigt als Cover ein Triptychon mit einem teilweise zerstörten Flugschreiber auf dem Frontcover. Der innere Teil des Triptychons zeigt ein Bild der sechs Bandmitglieder bei einem abgestürzten Flugzeug. Die CD ist silbern und der Aufdruck ähnelt einem Radar. Dies ist eine Anspielung auf den Song Dalai Lama.
Die normale Version ist ein Jewelcase und sieht von vorne genauso aus wie die limitierte Version, innen sieht man das vermeintlich Innere eines Flugrekorders.
Die Japan-Version wurde mit einem völlig anderen Artwork veröffentlicht und mit dem gleichen Cover, das Rammstein ein Jahr später für das Nachfolger-Album Rosenrot verwendeten. Auf der CD befinden sich zwei exklusive Remix-Versionen und die Digipak-Version enthält zusätzlich noch eine Bonus-DVD mit 20 Minuten Exklusivmaterial der Live-DVD Lichtspielhaus.

## Chartplatzierungen
Mit diesem Album wurde Rammstein laut Billboard die international erfolgreichste deutschsprachige Band aller Zeiten. Das Album debütierte nach seiner Veröffentlichung auf Platz 1 der Albencharts in sieben Ländern (Deutschland, Österreich, Schweiz, Finnland, Island, Estland und Mexiko). In Deutschland hielt es sich insgesamt 85 Wochen in den Top 100.
Weitere Top-10-Einstiege konnten in den Niederlanden, Schweden (beide Platz 2), Dänemark, Frankreich, Tschechien (alle Platz 3), Norwegen, Polen, Slowenien (alle Platz 4), Belgien, Portugal und Spanien erzielt werden. Insgesamt erreichte das Album weltweit 19 Top-Ten-Platzierungen.
Bei der Echoverleihung 2005 erhielt die Band den Preis in zwei Kategorien: für das Album in der Kategorie „New Rock/Metal/Alternative“ und die Band selbst als „Bester Live-Act – national“. Nominiert waren Rammstein außerdem für das Video zu Ohne dich in der Kategorie „Bestes Video – national“. Beim Comet 2005 erhielt die Band für das Video zu Keine Lust den Preis für das beste Video.
Der Titel Mein Teil war für den Grammy in der Kategorie Best Metal Performance nominiert.
Reise, Reise erreichte in den „Top 50-Album“-Charts des Jahres 2005 Platz 47.

## Tour
Die Europatour zum Album führte die Band im Winter 2004/2005 in dreieinhalb Monaten in zehn Länder. Im Sommer folgten zahlreiche Festival-Auftritte und an vier aufeinanderfolgenden Tagen Open-Air-Konzerte in der Berliner Wuhlheide, zu denen 70.000 Fans kamen. Insgesamt sahen mehr als eine Million Zuschauer die Konzerte. Daraufhin wurde die Live-DVD Völkerball herausgebracht, die Aufnahmen aus Nîmes, London, Tokio und Moskau enthält.

## Rezeption
2020 veröffentlichte die Radio-Journalistin Anja Caspary ihre Autobiografie In meinem Herzen steckt ein Speer im Ullstein Verlag. In diesem Buch verarbeitet die Publizistin eine persönliche Brustkrebserkrankung und den Tod ihres Lebensgefährten Hagen Liebing, der 2016 an einem Hirntumor verstarb. Der Titel der Autobiografie lehnt sich an eine Textzeile des Songs Reise, Reise an, leicht umformuliert. Publizistin Caspary fragte zuvor die Band Rammstein, ob sie diesen Titel für ihr Buch verwenden darf.

## Titelliste
| #  | Titel          | Länge |
| -- | -------------- | ----- |
| 1  | Reise, Reise   | 4:12  |
| 2  | Mein Teil      | 4:33  |
| 3  | Dalai Lama     | 5:39  |
| 4  | Keine Lust     | 3:43  |
| 5  | Los            | 4:24  |
| 6  | Amerika        | 3:47  |
| 7  | Moskau         | 4:17  |
| 8  | Morgenstern    | 4:00  |
| 9  | Stein um Stein | 3:53  |
| 10 | Ohne Dich      | 4:32  |
| 11 | Amour          | 4:51  |

Vor dem ersten Titel (Pregap) befinden sich 36 Sekunden Aufnahmen eines Flugrekorders. Mit üblichen CD-Spielern kann man sich diese durch Zurückspulen anhören. Es handelt sich dabei um die Funksprüche einer Boeing 747SR (Japan-Air-Lines-Flug 123), der Japan Airlines, die am 12. August 1985 abstürzte, wobei 520 Passagiere und Crew-Mitglieder den Tod fanden (siehe dazu auch Japan Airlines: Zwischenfälle).

## Singles und Videos
Mein Teil
- Singleveröffentlichung: 26. Juli 2004
- Videopremiere: 9. Juli 2004

Amerika
- Singleveröffentlichung: 13. September 2004
- Videopremiere: 20. August 2004
- Goldstatus DE (150.000 verkaufte Singles): 2018

Ohne dich
- Singleveröffentlichung: 22. November 2004
- Videopremiere: 8. November 2004

Keine Lust
- Singleveröffentlichung: 28. Februar 2005
- Videopremiere: 3. Februar 2005

## Auszeichnungen für Musikverkäufe
| Land/Region                  | Auszeichnungen für Musikverkäufe (Land/Region, Auszeichnung, Verkäufe) | Verkäufe  |
| ---------------------------- | ---------------------------------------------------------------------- | --------- |
| Dänemark (IFPI)              | Gold                                                                   | (20.000)  |
| Deutschland (BVMI)           | 7× Gold                                                                | (700.000) |
| Europa (IFPI)                | Platin                                                                 | 1.000.000 |
| Finnland (IFPI)              | Gold                                                                   | (26.501)  |
| Österreich (IFPI)            | Platin                                                                 | (30.000)  |
| Russland (NFPF)              | 2× Platin                                                              | (40.000)  |
| Schweden (IFPI)              | Gold                                                                   | (30.000)  |
| Schweiz (IFPI)               | Platin                                                                 | (40.000)  |
| Vereinigtes Königreich (BPI) | Gold                                                                   | (100.000) |
| Vereinigte Staaten (RIAA)    | —                                                                      | 26.716    |
| Insgesamt                    | 5× Gold · 8× Platin ·                                                  | 1.026.716 |

Hauptartikel: Rammstein/Auszeichnungen für Musikverkäufe